# Diogo Matos
Diogo Maria de Sousa Franco de Matos, noto semplicemente come Diogo Matos (Lisbona, 15 novembre 1975), è un ex calciatore portoghese, di ruolo centrocampista.

## Carriera

### Nazionale
Ha partecipato ai Mondiali Under-20 del 1995.

## Palmarès

### Club

#### Competizioni nazionali
- Campionato portoghese: 1

Sporting Lisbona: 2001-2002
- Coppa del Portogallo: 1

Sporting Lisbona: 2001-2002